# Bronislovas Lubys
Bronislovas Lubys (ur. 8 października 1938 w Płungianach, zm. 23 października 2011 w Druskienikach) – litewski przedsiębiorca, inżynier i polityk, od 1992 do 1993 premier Litwy, przewodniczący Litewskiej Konfederacji Przemysłowców.

## Życiorys
W 1963 został absolwentem Instytutu Politechnicznego w Kownie, w 1979 na tej uczelni uzyskał stopień kandydata nauk w zakresie chemii. W latach 80. był wykładowcą kowieńskiej politechniki. Od 1963 był zawodowo związany z przedsiębiorstwem azotowym Azotas w Janowie, pełnił funkcję głównego inżyniera, a od 1985 dyrektora generalnego. W 1990 został wybrany do Rady Najwyższej LSRR, przekształconej w Sejm Republiki Litewskiej. 11 marca tegoż roku znalazł się wśród sygnatariuszy Aktu Przywrócenia Państwa Litewskiego. W parlamencie zasiadał do 1992.
W 1992 objął stanowisko wicepremiera w rządzie Aleksandrasa Abišali. Następnie od grudnia 1992 do marca 1993 sprawował urząd premiera w kolejnym gabinecie. Później wycofał się z działalności politycznej. Od 1993 był prezesem Litewskiej Konfederacji Przemysłowców, od 1994 zarządzał spółką prawa handlowego Achema. Powoływany również w skład organów wykonawczych i nadzorczych innych przedsiębiorstw.
Odznaczony m.in. Orderem Wielkiego Księcia Giedymina II klasy (1998), Krzyżem Komandorskim Orderu Zasługi Rzeczypospolitej Polskiej (2001), Orderem Gwiazdy Białej II klasy.